# Ikarus 260
Ikarus 260 je model autobusu produkovaný v letech 1971 až 2002 maďarskou automobilkou Ikarus. Řadí se do série označované číslem 200, kam vedle verze číslo 260 patří ještě turistický autobus Ikarus 250 a kloubový Ikarus 280.

## Historie
Na vývoji celé řady 200 se podílel konstrukční tým pod vedením György Bálinta, šéfa projekční kanceláře Ikarusu, který pod sebou shromáždil Károlyho Oszetzkyho, Józsefa Vargu, László Finta, Jenö Mádiho a Józsefa Pappa. Vedle verze 260 produkovala maďarská automobilka i verzi označenou 266, která se od ní lišila kratší délkou a měla dveře pouze v přední a ve střední části. Od typu 260 byla odvozená i varianta číslo 263, jež měla ve srovnání s ní větší délku a dveře se nacházely pouze v přední a v zadní části vozidla. Ikarus 260 jezdil nejenom po maďarských silnicích, ale úspěšně se exportoval i do zahraničí. Zájem o něj měli odběratelé v Sovětském svazu (SSSR), Německé demokratické republice (NDR), Polsku, Turecku, na Blízkém východě, v severní Africe, na Islandu či na Tchaj-wanu nebo na Madagaskaru.
Do Československa se model 260 nedovážel, avšak verze 280 zde bývala častá. Po zkušenostech s autobusem Ikarus 280 začali českoslovenští představitelé zvažovat spolupráci mezi Škodou Ostrov a maďarskou automobilkou Ikarus na vývoji trolejbusu, který by z modelu 280 vycházel. Záměr se nakonec nezrealizoval, nicméně bylo vyrobeno několik stovek trolejbusů Ikarus 280T s různými elektrickými výzbrojemi, které jezdily jak v Maďarsku, tak v Německé demokratické republice a v Bulharsku. Inspirováni trolejbusy odvozenými od verze 280 začala společnost Ikarus roku 1974 pracovat na vývoji trolejbusu odvozeného od modelu 260, který dostal název Ikarus 260T. Oproti kloubovým trolejbusům vznikly však pouze dva tyto stroje. První (260.T1) měl karosérii z autobusu verze 260 a elektrická výzbroj pocházela z vyřazeného sovětského trolejbusu ZiU-5. Od roku 1976 vozil cestující po budapešťských ulicích a svou službu skončil o devatenáct let později roku 1995. Druhý trolejbus (Ikarus 260.T2) byl konstruován na objednávku z východního Německa, kde měli dobré zkušenosti s autobusy typů 260 a 280. Během vývoje dostal trolejbus ve srovnání se svým předchůdcem modernější vybavení, a sice tyristorovou regulaci Ganz, a upravené měl rovněž dveře (oproti standardním čtyřkřídlým měl dvoukřídlé). Jeho výkon dosahoval 150 kilowatt a návrhová maximální rychlost 60 kilometrů za hodinu. Roku 1986 se prvně představil na lipském veletrhu a následně se podrobil pečlivým testům ve Výmaru. Na základě úspěšně zvládnutých zkoušek si Německo objednalo dvanáct těchto trolejbusů, které plánovalo využít pro dopravu v Postupimi. Roku 1989 však došlo v Německé demokratické republice k politickým změnám, které znamenaly pozastavení objednávky.
Po pádu komunistických režimů a rozpadu Sovětského svazu ztratila maďarská automobilka odbytiště pro své výrobky. S produkty konkurenčních výrobců byly maďarské autobusy zastaralé a nevýhodou se ukázala i jejich vysoko položená podlaha, která znepříjemňovala nastupování seniorů, tělesně postižených, matek s dětmi či cestujících s těžšími zavazadly nebo dětskými kočárky. Původní odběratelé autobusů Ikarus proto začali preferovat nízkopodlažní vozidla. Poslední autobus verze 260 vyrobila továrna roku 2002. Celkově se vyprodukovalo na 73 tisíc autobusů verze 260 a přibližně jedna třetina provenience skončila v Sovětském svazu.

## Technické parametry
Autobus měl samonosnou karoserii ze svařovaných profilů, pokrytou z vnější strany ocelovými plechy karoserie. Délka vozidla činila 11 000 milimetrů, šířka 2 500 milimetrů a výšky 3 040 milimetrů. Rozvor náprav dosahoval hodnoty 5 400 milimetrů. Pohon zajišťoval čtyřtaktní vznětový šestiválcový motor, který v licenci západoněmecké automobilky MAN vyráběl podnik Rába. Řídicí mechanismus produkovala společnost Csepel, nicméně hnanou nápravu vyráběla Rába. Část autobusů ale dostávala hnanou nápravu ze sovětské automobilky LiAZ (Likinskij Avtobusnyj Zavod). Na dalších součástkách vozidla se podílely i ostatní země východního bloku, takže hnací hřídele se produkovaly v Německé demokratické republice, vstřikovací čerpadla byla polské provenience ze společnosti WSK Mielec a některé modely autobusů jezdily s automatickou převodovkou typu Praga 2M70 vyráběnou v Československu. Vozidlo mělo palivovou nádrž o objemu 250 litrů a spotřebu paliva 35 litrů na 100 kilometrů jízdy. Dosahoval maximální rychlosti 80 kilometrů za hodinu.

## Historické vozy
Maďarsko:
- Budapešť (vůz 260.00 ev. č. 06-71)

Soukromé sbírky:
- Milan Jiroš 260.46 ex Budapesti Közlekedési Vállalat ev.č. 15-40